# Кастьєльфабіб
Кастьєльфабіб, Кастельфабіб (ісп. Castielfabib (офіційна назва), валенс. Castellfabib) — муніципалітет в Іспанії, у складі автономної спільноти Валенсія, у провінції Валенсія. Населення — 374 особи (2010).

## Географія
Муніципалітет розташований на відстані близько 210 км на схід від Мадрида, 110 км на північний захід від Валенсії.
На території муніципалітету розташовані такі населені пункти: (дані про населення за 2010 рік)
- Арройо-Сересо: 16 осіб
- Кастьєльфабіб: 164 особи
- Куеста-дель-Рато: 21 особа
- Мас-де-Хасінто: 50 осіб
- Мас-де-лос-Мудос: 6 осіб
- Лос-Пахарес: 0 осіб
- Лос-Сантос: 117 осіб

## Демографія
Динаміка населення (INE ):

## Галерея зображень

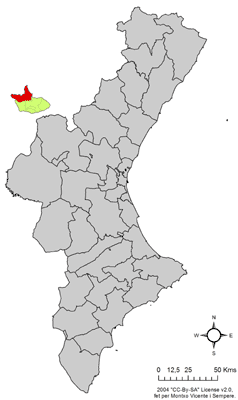
Розташування муніципалітету Кастьєльфабіб у автономній спільноті Валенсія
Розташування муніципалітету Кастьєльфабіб у комарці Рекена-Утьєль
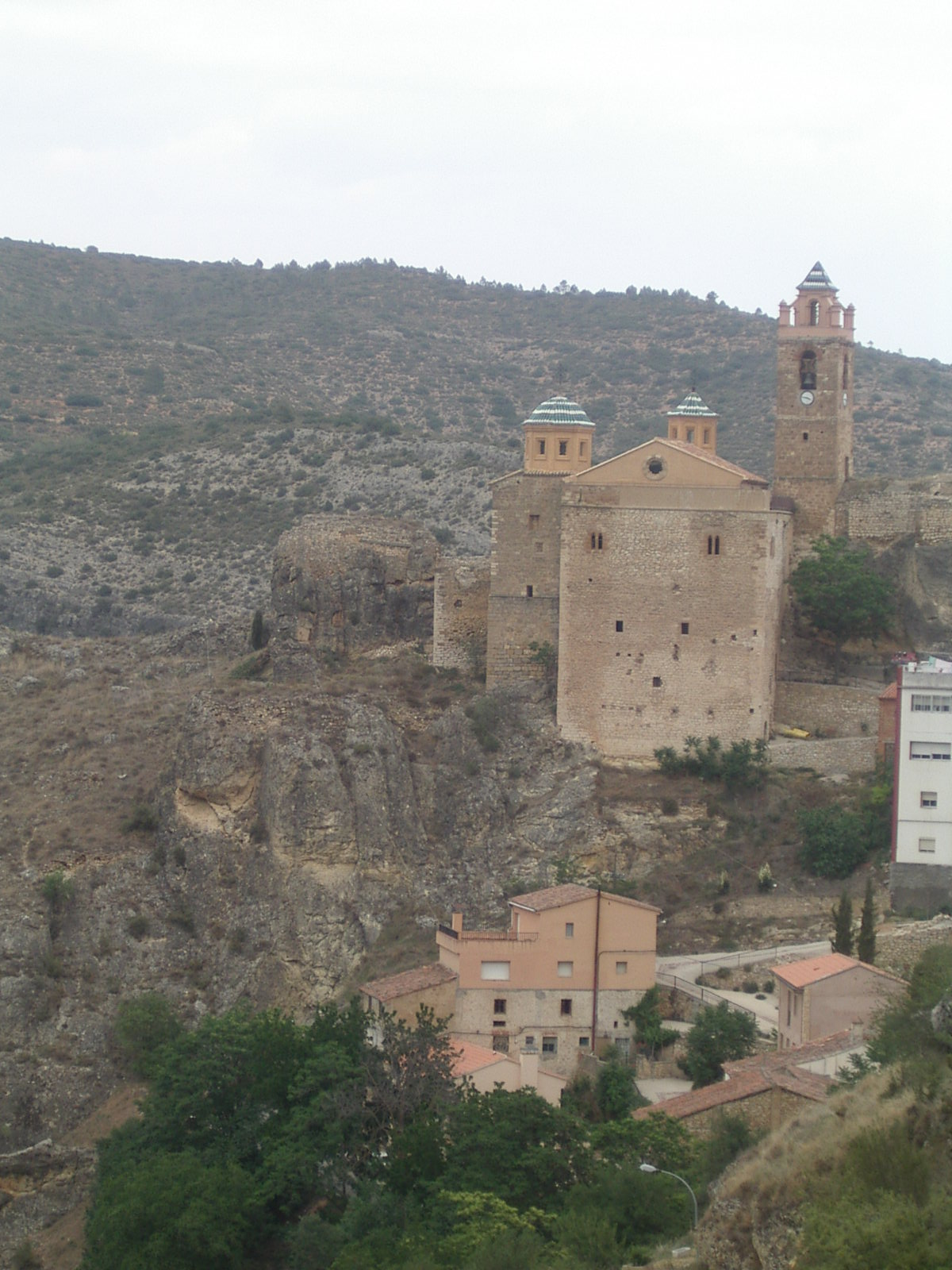
Кастьєльфабіб, церква-фортеця